# 帕罗迈河
帕罗迈河（俄语：Река Паромай）是萨哈林州奥哈区的河流，长44公里，流域面积212平方公里，注入皮尔通湾，河口处有三角州，河中有温泉。

## 引用
1. ↑  М·Г·瓦西科夫斯基. . 列宁格勒: 气象出版社. 1973 （俄语）.
2. ↑  . 国家水登记处.   [2024-01-03]. （原始内容存档于2024-01-03） （俄语）.